# Satu Nou (okręg Gorj)
Satu Nou – wieś w Rumunii, w okręgu Gorj, w gminie Căpreni. W 2011 roku liczyła 325 mieszkańców.